# Кашина Пјарде (Павија)
Кашина Пјарде је насеље у Италији у округу Павија, региону Ломбардија.
Према процени из 2011. у насељу је живело 19 становника. Насеље се налази на надморској висини од 63 м.